# Butofilololo
Il butofilololo (nella fase sperimentale conosciuto anche con la sigla CM 6805) è un composto dotato di attività β-bloccante, non selettivo, utilizzato in clinica per il trattamento dell'ipertensione arteriosa.

## Farmacodinamica
Il butofilololo non presenta azione simpaticomimetica intrinseca. Possiede solo un debole effetto stabilizzante di membrana. Come altri composti beta-bloccanti, possiede effetti inotropi negativi ed è quindi controindicato nella insufficieza cardiaca non compensata.
L'efficacia di butofilololo nel determinare una riduzione della sintomatologia nei soggetti affetti da angina pectoris è verosimilmente correlata alla riduzione della frequenza cardiaca e della contrattilità del miocardio.

## Farmacocinetica
A seguito di somministrazione per via orale il farmaco viene bene assorbito dal tratto gastrointestinale. Il picco di concentrazione plasmatica (Cmax) viene raggiunto a distanza di circa 1-2 ore dalla somministrazione. L'emivita di eliminazione è pari a circa 7-10 ore. Il composto viene metabolizzato prevalentemente a livello della ghiandola epatica e l'eliminazione dei metaboliti è essenzialmente urinaria. Nei soggetti con insufficienza renale l'esposizione al farmaco risulta pertanto aumentata. Il prodotto immodificato nelle urine rappresenta solo 3% della dose somministrata.

## Usi clinici
Il farmaco trova indicazione nel trattamento dell'ipertensione arteriosa essenziale e dell'angina pectoris.

## Dosi terapeutiche
Il trattamento dell'ipertensione arteriosa nel paziente adulto prevede la somministrazione per via orale di 100 mg, due volte al giorno.

## Effetti collaterali e indesiderati
Come tutti i β-bloccanti, può causare disturbi gastrointestinali (dispepsia, secchezza delle fauci, nausea, vomito, gastralgia, diarrea) e di tipo nervoso (vertigine, cefalea, insonnia, parestesie agli arti, confusione mentale e turbe della memoria, allucinazioni). In fase iniziale di trattamento possono comparire astenia e affaticamento. 
Il farmaco può determinare un peggioramento di preesistenti arteropatie periferiche e la comparsa di sindrome di Raynaud. Raramente si può verificare blocco atrioventricolare, bradicardia, insufficienza cardiaca, crisi d'asma e ipoglicemia.

## Controindicazioni
Il farmaco è controindicato nei soggetti con ipersensibilità individuale nota al principio attivo, ad altri β-bloccanti e molecole chimicamente correlate, oppure ad uno qualsiasi degli eccipienti contenuti nella formulazione farmaceutica.
È anche controindicato in caso di asma bronchiale, insufficienza cardiaca congestizia non controllata, blocco atrioventricolare di grado elevato, malattia di Raynaud, bradicardia marcata, insufficienza renale. 
Il farmaco deve essere somministrato con cautela in soggetti affetti da broncopneumopatie croniche ostruttive.

## Sovradosaggio
In caso di sovradosaggio o di ipotensione marcata, si può ricorrere alla somministrazione di atropina (1–2 mg endovena): solo in caso di mancata o scarsa risposta, può rendersi necessaria, con cautela ed in ambiente idoneo, la somministrazione di isoprenalina o orciprenalina.

## Interazioni
- Calcioantagonisti dotati di effetto inotropo negativo (ad esempio verapamil o diltiazem): la co-somministrazione con butofilololo può comportare un sinergismo nella riduzione della contrattilità del miocardio.
- Glicosidi digitalici (digossina, digitossina): la terapia di associazione con i β-bloccanti può provocare un aumento del tempo di conduzione atrioventricolare.
- Farmaci inibitori la sintesi di prostaglandine (ibuprofene, indometacina): l'uso concomitante di queste sostanze può ridurre gli effetti ipotensivi del β-bloccante.
- Agenti anestetici: l'uso dei β-bloccante con agenti anestetici può comportare una riduzione della tachicardia riflessa e aumentare il rischio di sviluppare ipotensione. Gli agenti anestetici che possono causare depressione miocardica non debbono essere associati ai β-bloccanti.

## Avvertenze
La terapia non deve essere interrotta bruscamente al fine di evitare il verificarsi di eventi quali aritmie cardiache, infarto miocardico e morte improvvisa.

Il butofilololo inoltre, come altre molecole β-bloccanti può prevenire la comparsa dei segni e sintomi premonitori di una crisi ipoglicemica, ad esempio la modificazione della frequenza cardiaca e della pressione arteriosa.